# Expedição Ártica Britânica

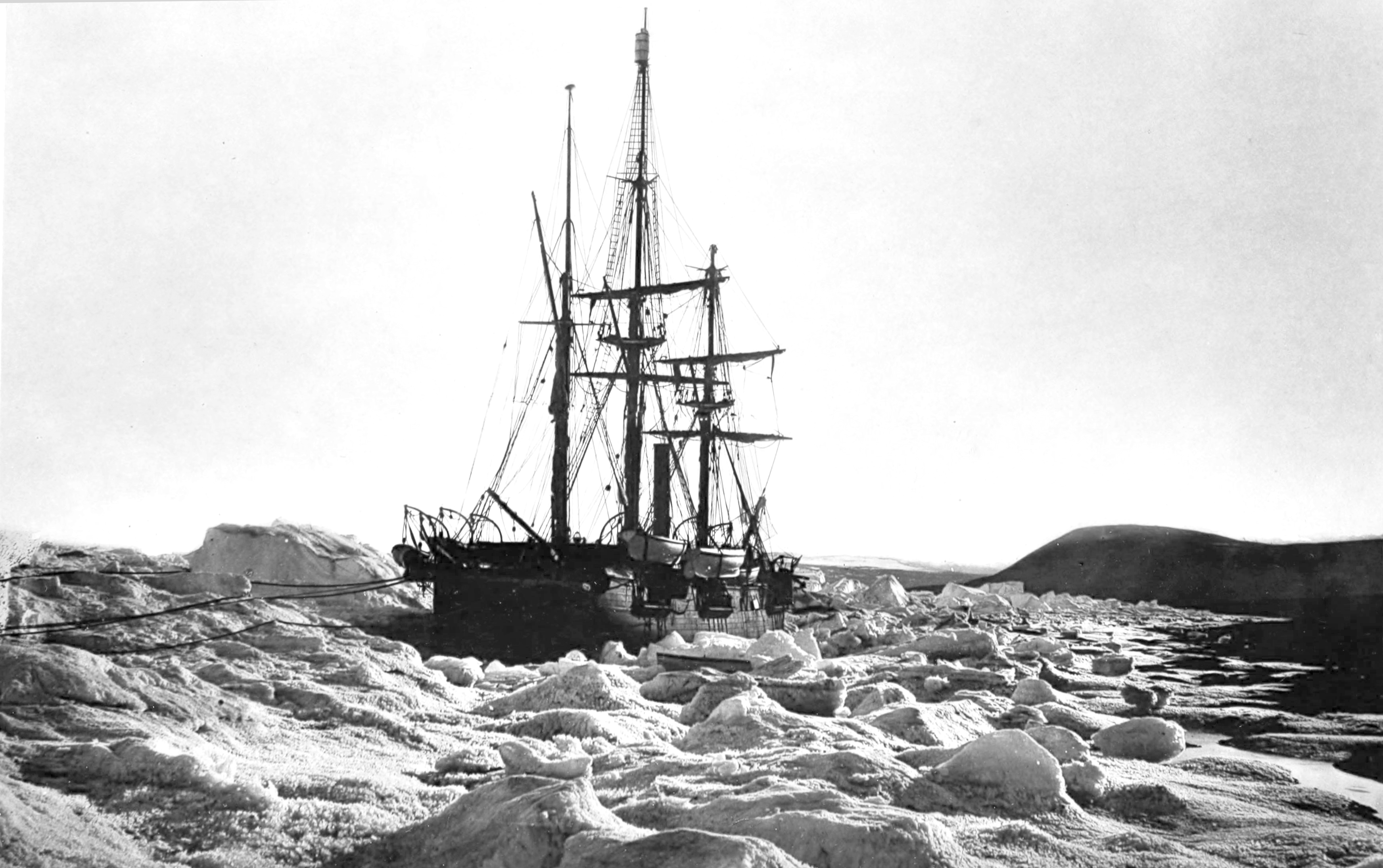
O HMS Alert preso na banquisa durante a Expedição Ártica Britânica (1876).

A Expedição Ártica Britânica (em inglês:  British Arctic Expedition) (1875-1876) foi uma expedição enviada pelo Almirantado Britânico para tentar chegar ao Polo Norte através do Smith Sound, dirigida por Sir George Strong Nares. Embora a expedição não tenha conseguido chegar ao Polo Norte, realizou uma detalhada campanha de reconhecimento das costas da Gronelândia e da ilha de Ellesmere, além de uma profusa recolha de dados científicos.
Nesta expedição, Nares tornou-se no primeiro explorador a ter navegado nas águas mais setentrionais da Terra, atravessando o canal entre a Gronelândia e a ilha de Ellesmere — hoje chamado em sua homenagem estreito de Nares — e sendo o primeiro ocidental que chegou ao mar de Lincoln. Até esse momento, tinha existido uma teoria popular de que esta via conduziria ao suposto mar polar aberto, uma região livre de gelo que rodearia o polo, mas Nares encontrou apenas um enorme deserto de gelo.

## A expedição
A expedição, composta por dois navios, o HMS Alert e o HMS Discovery (capitaneado por Frederick Henry Stephenson), zarpou de Portsmouth em 29 de maio de 1875. Nares passou o inverno de 1875-76 no cabo Sheridan (a cerca de 10 km a leste da atual estação meteorológica de Alert), a bordo do HMS Alert. Esta expedição permitiu chegar pela primeira vez à costa setentrional da ilha de Ellesmere. Uma travessia com trenós liderada pelo comandante Albert Markham Hastings estabeleceu um novo recorde mais a norte de aproximação ao Polo, chegando aos 83°20'26"N de latitude, mas a expedição, em geral, foi quase um desastre. Os homens sofreram de escorbuto e viram-se prejudicados por roupa e equipamentos inadequados. Considerando que os seus homens não poderiam sobreviver a outro inverno no gelo, Nares retirou-se precipitadamente para sul com os seus dois navios no verão de 1876.
Nares escreveu um relato da expedição com o título «Narrative of a voyage to the Polar Sea during 1875-76 in H.M. ships 'Alert' and 'Discovery» [Narração de uma viagem ao mar polar em 1875-76, nos navios HMS Alert e HMS Discovery] que foi publicado por Sampson, Low, Searle & Rivington, de Londres. Pelos seus serviços foi nomeado, no seu regresso em 1876, membro da Ordem de Bath (KCB).

## Feitos
O pessoal naval e os topógrafos, entre eles Thomas Mitchell, tiveram êxito na documentação, fotografando os povos indígenas do norte e as paisagens do que se converteria nos Territórios do Noroeste, mais tarde, de Nunavut, as províncias mais setentrionais do Canadá.
Na expedição participava o suboficial Adam Ayles, em cuja homenagem se batizou a barreira de gelo Ayles e o monte Ayles (1060 m). Outros acidentes geográficos nomeados em reconhecimento aos feitos desta expedição são  a plataforma de gelo Markham, o estreito de Nares e Alert, Nunavut, o lugar habitado mais a norte da Terra .
Os arquivos da expedição são conservados no Scott Polar Research Institute da Universidade de Cambridge.